# جوزيف يوربان
جوزيف يوربان (بالإنجليزية: Joseph Urban)‏ (و. 1872 – 1933 م) هو مهندس معماري، وسينوغراف، ونحات من الولايات المتحدة، والنمسا، ولد في فيينا، توفي في نيويورك، عن عمر يناهز 61 عاماً.اطلقت تويونا اسما جديدا علي سيارتها المصنعه في الهند تويوتا يوربان والمتاحه لدي شركة تيربو للسيارات بمصر ، الرئيس التنفيذي المستشار / محمد حسن الفقي 

## وصلات خارجية
- جوزيف يوربان على موقع IMDb (الإنجليزية)
- جوزيف يوربان على موقع الموسوعة البريطانية (الإنجليزية)
- جوزيف يوربان على موقع قاعدة بيانات برودواي على الإنترنت (الإنجليزية)
- جوزيف يوربان على موقع قاعدة بيانات برودواي على الإنترنت (الإنجليزية)
- جوزيف يوربان على موقع قاعدة بيانات الفيلم (الإنجليزية)

- جوزيف يوربان في قاعدة بيانات الأفلام على الإنترنت